# ТЕЦ Рояна 3
14°19′22″ пн. ш. 100°39′40″ сх. д. / 14.32278° пн. ш. 100.66111° сх. д.
ТЕЦ Рояна 3 — теплоелектроцентраль, яка споруджена у тайській індустріальній зоні Рояна (Rojana), що знаходиться дещо північніше від столиці країни Бангкоку.
В 2017 році на майданчику станції став до ладу парогазовий блок комбінованого циклу потужністю 100 МВт, в якому дві газові турбіни LM6000PC від Ishikawajima-Harima Heavy Industries (виробництво за ліцензією General Electric) живлять через відповідну кількість котлів-утилізаторів одну парову турбіну. При цьому одну газову турбіну та один котел-утилізатор перемістили сюди з ТЕЦ Рояна 1, що працює у тому ж індустріальному парку.
Як паливо станція використовує природний газ. Індустріальна зона Рояна знаходиться поблизу газового хабу Вангной, ресурс до якого може надходити через трубопроводи Бангпаконг – Вангной та Каенгкой — Вангной.
Видача продукції відбувається по ЛЕП, розрахованій на роботу під напругою 115 кВ.
Проект реалізували через компанію Rojana Power, яка належала власнику індустріальної зони Rojana Industrial Estate Limited (41 %), та японським Kansai Electric Power (39 %) і Nippon Steel & Sumikin Bussan (20 %). В 2021-му Rojana Industrial збільшила свою частку до 75 %, тоді як участь Kansai Electric зменшилась до 5 %.